# Маргарет Ен Луїс Джобсон
Пані Маргарет Ен Луїс Джобсон (Mrs. Margaret Ann Louise Jobson) (14 березня 1955) — ямайський дипломат. Надзвичайний і Повноважний Посол Ямайки в Україні за сумісництвом (з 2016).

## Життєпис
Народилася 14 березня 1955 року в Манчестерському Окрузі. Вона говорить англійською та іспанською мовами. У 1977 році вона почала вчитися в університеті Вест-Індії. З 2000 року вона є майстром розвитку людських ресурсів.
З 1977 по 1978 рр. — вона була дослідником в Інституті Ямайки.
З 1978 по 1980 рр. — очолювала навчальний центр мови в Міністерстві державної служби.
З 1980 по 1981 рр. — була виконавчим директором Save Today Limited.
З 1982 по 1985 рр. — помічник субрегіонального радника з питань освіти для країн Карибського басейну в Кінгстоні (Ямайка) і Управління субрегіональних радника з науки і техніки для країн Карибського басейну.
З 1985 по 1986 рр. — адміністративний помічник в Програмі розвитку Організації Об'єднаних Націй.
З 1986 по 1989 рр. — була помічником університетської програми Програми розвитку Організації Об'єднаних Націй.
З 1989 по 1994 рр. — директор програми комітету з управління Програмою розвитку Організації Об'єднаних Націй.
З 1995 по 1996 рр. — вона була Ямайським Адміністратором офісу Програми розвитку Організації Об'єднаних Націй.
З 1996 по 2003 рр. — координувала проект модернізації державного сектора (PSMP) на Ямайці.
З 2003 по 2013 рр. — була державним службовцем Державного секретаря Міністерства закордонних справ Ямайки.
З 20 листопада 2013 року — Надзвичайний і Повноважний Посол Ямайки в Берліні.
З 16 травня 2014 року була акредитована при Святому Престолі, також акредитована в столиці Румунії Бухаресті 10 вересня 2014 року, а також представником своєї країни в столиці Чехії Празі.
8 вересня 2016 року — вручила вірчі грамоти Президенту України Петру Порошенку.